# Susan Heyward
Pour l’article ayant un titre homophone, voir Susan Hayward.
Pour les articles homonymes, voir Heyward.
Susan Heyward, née le 19 novembre 1982, est une actrice américaine au théâtre, au cinéma et à la télévision.
Elle se fait connaître, aux côtés de Sharlto Copley et Eddie Izzard, dans le premier programme du PlayStation Network : Powers et grâce à son rôle dans la série télévisée Orange Is the New Black. En parallèle, elle joue le rôle de Rose Granger-Weasley dans Harry Potter et l'Enfant maudit sur Broadway.

## Théâtre
Sauf indication contraire ou complémentaire, les informations mentionnées dans cette section proviennent de la base de données IBDb.
- 2013 : The Trip to Bountiful : Thelma
- depuis 2018 : Harry Potter et l'Enfant maudit : Rose Granger-Weasley

## Filmographie

### Cinéma

#### Longs métrages
- 2006 : Sofia for Now de Claudia Duran : Participante à l'église
- 2013 : Mother of George de Andrew Dosunmu : Monica
- 2015 : Poltergeist de Gil Kenan : Sophie
- 2017 : The Incredible Jessica James de Jim Strouse : Jerusa
- 2017 : The Light of the Moon de Jessica M. Thompson : Grace
- 2018 : Radium Girls de Lydia Dean Pilcher et Ginny Mohler : Etta

#### Courts métrages
- 2012 : Represent Us: A Scandal Spoof de Wesley Curtis et Angela Lin : Black Quinn
- 2012 : Busted on Brigham Lane de Talibah Lateefah Newman : Momo

### Télévision

#### Séries télévisées
- 2009 : Michael & Michael Have Issues : Lindsey (4 épisodes)
- 2009 : New York, police judiciaire : Alicia Rodriguez (1 épisode)
- 2010 : 30 Rock : Feyoncé (1 épisode)
- 2012 : 666 Park Avenue : Janet (2 épisodes)
- 2014 : Following : Hannah (5 épisodes)
- 2015-2016 : Powers : Deena Pilgrim (20 épisodes)
- 2016 : Unforgettable : Rhonda Matthews (1 épisode)
- 2016 : Vinyl : Cece (10 épisodes)
- 2016 : Conviction : Porscha Williams (1 épisode).
- 2018-2019 : Orange Is the New Black : Tamika Ward (22 épisodes)
- 2024 : The Boys (saison 4) : Jessica Bradley / Sister Sage